# Hochland der Schotts

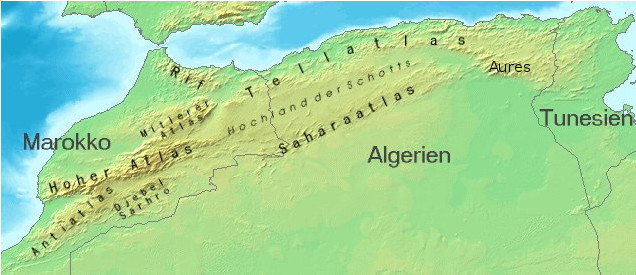
Nordwest-Afrika u. a. mit Algerien und Marokko, Ketten des Atlasgebirges und Hochland der Schotts

Das Hochland der Schotts ist ein Hochland zwischen mehreren Ketten des Hochgebirges Atlas im Norden von Algerien mit Ausläufern im Nordosten von Marokko.

## Name
Den Namen erlangte das Hochland der Schotts aufgrund seiner meistens abflusslosen und teilweise versumpften, zumeist jedoch alljährlich in der heißen Jahreszeit austrocknenden Salzseen, die Schotts genannt werden und zahlreich in der von vielen Tälern durchzogenen Landschaft liegen.

## Geographische Lage
Das Hochland der Schotts erstreckt sich überwiegend in Algerien in Ostnordost-Westsüdwest-Richtung zwischen den Atlasketten Tellatlas (max. 2308 m) im Nordnordwesten und Saharaatlas (max. 2326 m) im Südsüdosten. Seine in Marokko befindlichen Ausläufer gehen in Richtung Südwesten in den Hohen Atlas (max. 4167 m) und im Westen in den Mittleren Atlas (max. 3356 m) über; entlang der Grenze des zuletzt genannten Gebirges fließt der Moulouya. Während sich die niedrigste Hochlandstelle mit 391 m Höhe im Osten am Schott Mutnah befindet, ist seine höchste Stelle schwer auszumachen, weil die hiesige Landschaft nahtlos in die Welt der Atlasketten übergeht. Es werden jedoch 750 bis 1070 m als Höhenlagen genannt. Der größte Salzsee der Landschaft ist der abflusslose Chott Ech Chergui, der etwa in ihrem Zentrum auf 1027 m Höhe liegt und, aufgrund von Verdunstung, mit schwankendem Wasserspiegel maximal etwa 2000 km² groß ist. Den Nordosten des Hochlands durchfließt der im Saharaatlas entspringende Cheliff. Zu Ortschaften der Landschaft oder an ihren Rändern gehören: Al Khaydar, Bu Kutub, Chellala, Kaff al-Ahmar, Tahin und Tendrara.

## Klima und Flora
Im Hochland der Schotts herrscht winterfeuchtes Subtropenklima mit ausgeprägten saisonalen Temperaturschwankungen (Januarmittel kaum über 0 °C, Augustmittel 30 °C). Die Niederschläge, meist in Form von kurzen Platzregen, betragen hier im Jahresmittel nur rund 350 mm.
Es dominieren Steppen mit Halfagras und Wermutkrautgewächsen; die Graslandschaft begünstigt nomadisches Leben mit Viehhaltung.
Koordinaten: 34° 1′ 7″ N, 0° 5′ 7″ O